# Honorio Siccardi
Honorio Siccardi (Buenos Aires, 13 de septiembre de 1897 - Buenos Aires, 10 de septiembre de 1963) fue un compositor, pedagogo, intérprete, y difusor de la música Argentina. Se destacó en el mundo musical argentino y latinoamericano por su estilo compositivo definido en un marco de neoclasicismo universal, logrando en algunas de sus últimas obras un virtual atonalismo.

## Trayectoria
Se formó musicalmente bajo la guía de Pablo Beruti, Felipe Boero, Gilardo Gilardi y Ernesto Drangosch en la Argentina, y con Gian Francesco Malipiero en Italia, donde obtiene el título de Maestro Compositor con las más altas calificaciones de los últimos 50 años.
Se desempeñó como profesor de música en Colegio Nacional y Escuela Normal de Dolores. Enseñó piano, canto, armonía, historia y composición en forma particular y en los Conservatorios Wagner, Jacobo Ficher y Honorio Siccardi. Entre sus alumnos se pueden mencionar: Washington Castro, Hilda Dianda, Consuelo Mallo López, Manuel Juárez, Leopoldo Hurtado y Abel Fleury, entre otros.
Fundó 16 coros entre 1924 y 1946, la primera biblioteca musical del país en 1926 en el Colegio Nacional
de Dolores, el primer archivo musical (1930), y un seminario de música (1936) en la Escuela Normal de Dolores.
Creó revistas musicales y entidades para la difusión de la música; publicó artículos musicales en diarios y revistas especializadas y en diarios nacionales como: La Prensa, La Nación, también en El Argentino y en diarios del interior y del exterior. Editó sus propias obras y libros.
A partir de 1931 formó parte del Grupo Renovación (1929-1944), agrupación de músicos con el objetivo de difundir sus obras, y hacer conocer las últimas producciones europeas en Buenos Aires. Estuvo acompañado por Juan Carlos Paz, Jacobo Ficher, Juan José Castro, Gilardo Gilardi, José María Castro, Luis Gianneo, Alfredo Pinto y Julio Perceval. Desde 1936-37 a 1944 reemplazó a Juan Carlos Paz como secretario del Grupo. 
En la foto aparecen, de izquierda a derecha: compositor Honorio Siccardi, Washington Castro, José María Castro, Jacobo Ficher,
Heitor Villa-Lobos y  Ruwin Erlich. Las dos damas sentadas son (de izquierda a derecha) las pianistas Lily Saslavsky y Esther Castro.
La producción musical de Siccardi abarcó todos los géneros: música de cámara vocal e instrumental, sinfónico, sinfónico-coral, ballet y ópera, superando las 250 obras.
De sus primeras obras se destaca su Cuarteto para arcos No.1, que se caracteriza por su osadía armónica, no exenta de lirismo. Este género ocupó un lugar preponderante en su obra, ya que escribió siete cuartetos para cuerda. El último de los cuartetos, del año 1955, ofrece un asombroso juego de sonoridades.
Entre su producción para voces y orquesta, se destacan las obras Las nueve musas, y Sogno verace, original propuesta en donde el coro recita un texto rítmico en jitanjáfora. Dentro de la música orquestal se destaca la Segunda Suite Argentina y la Sinfonía. La Suite incluye seis guitarras utilizadas como color especial, contiene novedades que no se habían dado hasta el momento en la música orquestal argentina.
En cuanto a la Sinfonía es la obra en la que utilizó la mayor cantidad y variedad de instrumentos de todo el repertorio argentino conocido. Incluyó la familia completa de saxos, diversas flautas, nutrida percusión, fagot soprano, oboe barítono y viola da gamba. Uno de sus movimientos incluye el tema popular tradicional denominado Décima de Pavón.
Los conciertos con instrumento solista de Siccardi fueron cinco: para piano, para violín, para guitarra, para bandoneón y para dos pianos.
En el género del ballet, Siccardi realizó dos aportes también destacados por su originalidad: el ballet de cámara Títeres, para vientos y percusión, y el ballet Buenos Aires, obra que incluyó un juego de luces anotado en la partitura, hecho inédito hasta aquel año - 1936 - en la música argentina. “Títeres”(1934) en su versión como ballet, recibió el 1º Premio de la Municipalidad de Buenos Aires en 1936  y la otra suite de cámara “Buenos Aires”(1935) recibió el 2º Premio del Concurso de la Asociación Profesorado Orquestal de Buenos Aires. En 1937, se registró la creación y publicación de las primeras obras para voz y piano de esta etapa: “Primavera del campamento” y “Camino para la sonrisa de una muchacha” cuyo texto es de Amado Villar. Ellas reciben el Premio de la Sociedad Internacional de Música Contemporánea (Varsovia) en 1939. También escribe el “Concierto para Violín y Orquesta” que recibió la Mención de Honor de la Edwin Fleisher Collection (Filadelfia) en 1937.
Son de destacar los poetas relacionados con sus obras, por ejemplo Amado Villar, Horacio Rega Molina, Baldomero Fernández Moreno, Pedro Miguel Obligado, Leopoldo Lugones, Francisco López Merino, Enrique Amorim, Carlos Mastronardi, Leónidas Barletta, Eduardo Mallea, Justo G. Dessein Merlo, María Alicia Domínguez, W. Jaime Molins y Oscar Melgar. No debemos olvidar que Siccardi en la mayoría de sus obras para voz y piano, presentó los poemas en español y realizó la versión italiana de los mismos, tarea que los propios poetas agradecieron.
En 1941 fue elegido integrante del jurado en el Concurso del IV Centenario de la Fundación de Santiago de Chile. Completaron el Jurado Aarón Copland de Estados Unidos y Oscar Lorenzo Fernández de Brasil. Siccardi fue presidente del Jurado por votación de sus colegas.
En cuanto a su producción operística, ésta incluyó dos obras en un acto: Flechas y Arcabuces en 1940, libreto sobre un texto de Yamandú Rodriguez; y Mador, obra de 1957. En la primera de ellas, se planteó un episodio americano con recursos musicales de gran complejidad, y en la segunda, el autor experimenta con novedosas y diferentes maneras de emisión vocal y utilización de los timbres instrumentales. El argumento de Mador - también del músico - , ubicado en el seno del antiguo Imperio Romano, se centró en las influencias que producían en el espíritu de los antiguos, las enseñanzas de Jesús.
A toda esta serie de producciones musicales de gran originalidad, se agregaron cantidad de piezas breves, canciones, obras corales, sonatas y gran diversidad de música de cámara.
Desde 1927 a 1963 realizó una Gira Nacional, que luego llamó "Gira Mundial Pro Difusión de la Música Argentina". Recorrió 70 ciudades de Argentina, Chile, Brasil, Uruguay, Paraguay, España, Italia y Francia. Ejecutó obras de músicos argentinos: Julián Aguirre, Constantino Gaito, Alberto Ginastera, Luis Gianneo, Alberto Lasala, Floro Ugarte, Alberto Williams, Honorio Siccardi, etc., como así
también repertorio de la música culta universal.
Otra tarea que continuó sin descanso es la de ser pianista acompañante, actividad que inició en sus
primeros años de músico, en Dolores y en Italia, en su época de estudiante. Colaboró con Enio y Remo Bolognini, Luis Roig, Humberto Panciullo, Mercedes Melbros, Elvira Magaldi, con el dúo Severi- Borgatto, Egidio Corví, Antonio D. Cosentino, Federico Dávila Miranda, Elsa P. De Marconi, Aristóbulo Gómez, Estela Bertoldi, Sante Roselen, Germán Weil, Heinitz de Weil, el trío Melbros – Martucci – Siccardi (canto, flauta, piano).
En 1963 difundió su obra “La música en el Martín Fierro” y recibió el Premio de la Asociación Dante Alighieri por las traducciones de poemas del español al italiano. Su salud estaba cada vez más quebrantada, lo que le imposibilitó concretar un viaje programado a Europa. 
El 10 de septiembre de 1963 murió en Buenos Aires a los 66 años. El 3 de enero de 1964 recibió el Premio Post-Mortem otorgado por la Dirección de Cultura de la Provincia de Buenos Aires.

## Archivo Histórico Musical de Honorio Siccardi
El Archivo de Honorio Siccardi está formado por documentos históricos – musicales que amplían y completan los ya existentes. El 23 de septiembre de 2024 el Honorable Concejo deliberante de Dolores lo declaró de interés municipal y cultural Municipal y Cultural, en reconocimiento a su valor histórico, artístico y patrimonial.
Además, existe un canal de YouTube correspondiente a este archivo, en el cual se documentan todas las piezas musicales del mismo y se las interpreta, el cual es gestionado por los profesores Sebastián Arancibia Navarro y Ana María Otero. 

## Festival de Música Argentina Honorio Siccardi
Incluido en la agenda anual cultural municipal a partir de septiembre de 2024. Incluye un programa de conciertos conferencias y actividades de difusión de la música argentina.
Fuentes: Otero, Ana María. Bruno-Videla, Lucio. Archivo Honorio Siccardi.